# Horst Schön (Schauspieler)

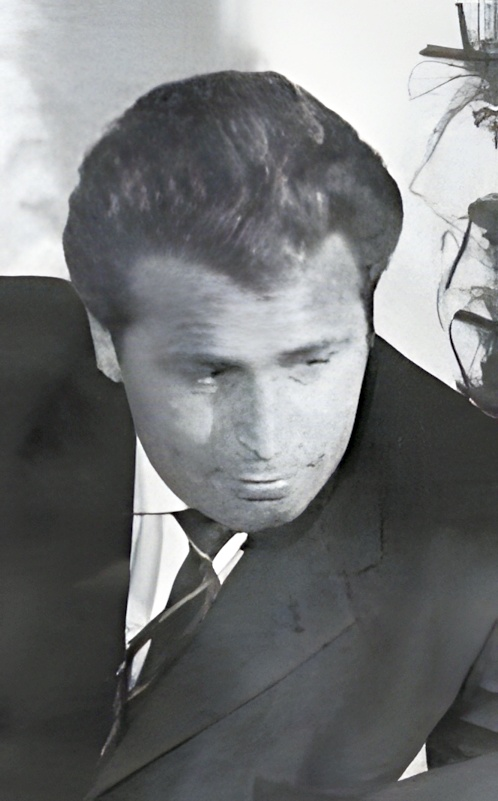
Horst Schön 1960

Horst Schön (* 26. Dezember 1926 in Berlin; † 10. November 2020) war ein deutscher Schauspieler und Synchronsprecher.

## Leben
Horst Schön war nach dem Zweiten Weltkrieg als Theaterschauspieler zunächst in Ost-Berlin tätig, ehe er über Bühnenstationen in Güstrow, Wismar, Erfurt und Potsdam 1956 wieder nach Ost-Berlin kam, wo er Mitglied der Volksbühne wurde. Neben umfangreicher Synchronarbeit spielte er in zahlreichen DEFA- und DFF-Film- und Fernsehproduktionen, wie 1970 an der Seite von Manfred Krug im DEFA-Streifen Meine Stunde Null. Nach seiner Inhaftierung im Zuchthaus Cottbus im September 1973 wegen eines Fluchtversuches und dem Freikauf in die Bundesrepublik 1975 spielte er an Theatern in West-Berlin. Im Fernsehen sah man ihn unter anderem in den Serien Tatort und Der Landarzt.
Seine erste Synchronarbeit in der Bundesrepublik war 1980 bis 1982 die Nebenrolle des Präsidenten Cashew in der Trickfilmserie Captain Future. Richard Burton synchronisierte er im selben Jahr im Kriegsfilm Die Wildgänse kommen und in zwei weiteren Filmen. Seit Die nackte Kanone war er Stammsprecher von Leslie Nielsen. Als Nachfolger des 1985 verstorbenen Wolfgang Kieling sprach Schön einige Jahre in der Sesamstraße den Bert.

## Filmografie

### Schauspieler
- 1957: Polonia-Express
- 1958: Geschwader Fledermaus
- 1959: Die Premiere fällt aus
- 1960: Seilergasse 8
- 1962: Die aus der 12b
- 1963: Alle Menschen sind gleich geboren (TV)
- 1964: Mohr im Hause der Kreuzspinne (TV)
- 1965: Berlin bleibt Berlin (TV)
- 1965: Der Frühling braucht Zeit
- 1966: Flucht ins Schweigen
- 1966: Geheimkommando Bumerang (TV-Miniserie)
- 1966: Schatten über Notre Dame (4Teiler DDR-Fernsehen)
- 1967: Mirandolina (TV)
- 1967: Er ging allein (TV-Zweiteiler)
- 1967: Die gefrorenen Blitze
- 1967: Der Mann aus Kanada (TV)
- 1968: Tod im Preis inbegriffen (TV)
- 1969: Projekt Aqua (TV)
- 1969: Emilia Galotti (TV)
- 1969: Androklus und der Löwe (TV)
- 1970: Meine Stunde Null
- 1970: Caesar und Cleopatra (Theateraufzeichnung)
- 1970: Der Schein trügt (TV)
- 1971: Das letzte Wort (TV)
- 1971: Der Sonne Glut (TV)
- 1971: Artur Becker (TV)
- 1971: Unerwarteter Besuch (TV)
- 1971: Anflug Alpha 1
- 1971: Osceola
- 1972: Die Bilder des Zeugen Schattmann (TV-Vierteiler)
- 1972: Meine Schwester Tilli (TV)
- 1973: Apachen
- 1973: Wenn die Tauben steigen (TV)
- 1979: Die Koblanks (TV)
- 1980: Die Paulskirche (TV)
- 1982: Drei Damen vom Grill – Vertrauen gut, Kontrolle besser (TV-Serie)
- 1983: Tatort – Fluppys Masche (TV-Reihe)
- 1984: Tatort – Freiwild (TV-Reihe)
- 1985: Eine Klasse für sich – Der Anbau/Eine Liebesaffäre (TV-Serie)
- 1985: Tatort – Tod macht erfinderisch (TV-Reihe)
- 1986: Detektivbüro Roth – Die Jagd beginnt (TV-Serie)
- 1986: Tatort – Tödliche Blende (TV-Reihe)
- 1987–1989: Der Landarzt
- 1988: Thunder 3 (Thunder 3)
- 1988: Tatort – Schuldlos schuldig (TV-Reihe)
- 1989: Geld macht nicht glücklich (TV)
- 1989: Casablanca Express
- 1990: Die große Freiheit (TV-Serie)
- 1993: Immer wieder Sonntag – Chancen (TV-Serie)

### Synchronsprecher
Leslie Nielsen
- 1982: Der lange Treck als Thomas Sinclair
- 1988: Die nackte Kanone als Lt. Frank Drebin
- 1990: Mord ist ihr Hobby als Captain Daniels
- 1992: Golden Girls als Lucas Hollingsworth
- 1994: Die nackte Pistole als Frank Drebin
- 1995–1999: Ein Mountie in Chicago als Sgt. Buck Frobisher
- 2003: Scary Movie 3 als US-Präsident Baxter Harris

#### Filme
- 1966: Für Jozo Lepetić in Die Söhne der großen Bärin als Bill
- 1969: Für Tony Britton in Gefährliche Stunden in Dartmoor als Greg Parker
- 1977: Für Louis Calhern in Der Graf von Monte Christo als de Villefort
- 1977: Für Albert Dekker in Dr. Zyklop als Dr. Thorkel
- 1977: Für William Frawley in Die Braut kam per Nachnahme als McGee
- 1979: Für Joss Ackland in Saint Jack als Yardley
- 1979: Für G. D. Spradlin in Apocalypse Now als General
- 1979: Für Joseph Cotten in Das Concorde Inferno als Milland
- 1980: Für Woody Woodbury in Der Supercop als NASA Major
- 1980: Für Steve Lawrence in Blues Brothers als Maury Sline
- 1981: Für Ford Rainey in Halloween II – Das Grauen kehrt zurück als Dr. Frederick Mixter
- 1983: Für Sebastian Shaw in Die Rückkehr der Jedi-Ritter als Anakin Skywalker
- 1983: Für Robert Loggia in Scarface als Frank Lopez
- 1984: Für Wendell Corey in Das Fenster zum Hof als Thomas J. Doyle
- 1984: Für Danny Aiello in Es war einmal in Amerika als Chief Vincent Aiello
- 1993: Für Jerry Adler in Manhattan Murder Mystery als Paul House
- 2001: Für Victor Argo in Angel Eyes als Carl Pogue
- 2004: Für Peter O’Toole in Troja als König Priamos

#### Serien
- 1980–1982: Captain Future als Präsident Cashew
- 1983: Hart aber herzlich für Lloyd Bochner als Frank March
- 1984: Hart aber herzlich für Michael Evans als George Benvenuto
- 1984: Hart aber herzlich für Christopher Hewett als Jeremy Lane
- 1984: Hart aber herzlich für Gerald Gordon als Mr. Marshall
- 1985: Hart aber herzlich für Dana Elcar als Admiral Springfield
- 1985: Hart aber herzlich für Patrick Macnee als Matthew Grade

## Hörspiele
- 1960: Helmut Sakowski: Verlorenes Land ? (Robert) – Regie: Werner Grunow (Hörspiel – Rundfunk der DDR)
- 1960: Hans Pfeiffer: Schüsse am Hochmoor (Hans Mangold) – Regie: Werner Grunow (Kriminalhörspiel – Rundfunk der DDR)
- 1967: Paul Everac: Die unsichtbare Staffette (Savoy) – Regie: Fritz Göhler (Hörspiel – Rundfunk der DDR)
- 1969: Hans Siebe: Der Mitternachtslift (Hauptmann Lebrecht) – Regie: Fritz Göhler (Kriminalhörspiel – Rundfunk der DDR)
- 1973: Wilhelm Hampel: Zwecks Freizeitsgestaltung (Bergsteiger) – Regie: Joachim Gürtner (Hörspielreihe: Neumann, zweimal klingeln – Rundfunk der DDR)
- 2004: Die Rückkehr der Jedi-Ritter, Episode 6, Das Hörspiel zum Kinofilm, Universal